# Менеспле
Менеспле́ (фр. Ménesplet) — коммуна во Франции, находится в регионе Аквитания. Департамент — Дордонь. Входит в состав кантона Монпон-Менестероль. Округ коммуны — Перигё.
Код INSEE коммуны — 24264.

## География

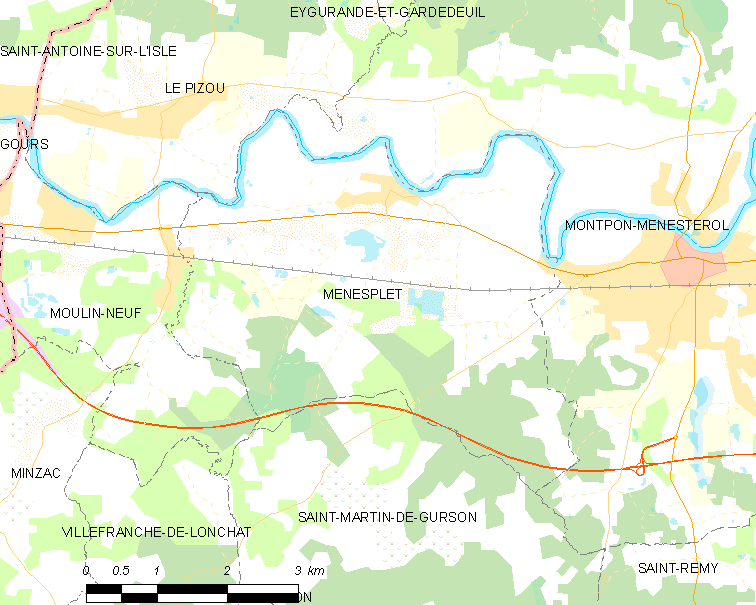
Карта коммуны

Коммуна расположена приблизительно в 460 км к югу от Парижа, в 60 км восточнее Бордо, в 55 км к западу от Перигё.
На севере коммуны протекает река Иль.

### Климат
Климат умеренный океанический со средним уровнем осадков, которые выпадают преимущественно зимой. Лето здесь долгое и тёплое, однако также довольно влажное, здесь не бывает регулярных периодов летней засухи. Средняя температура января — 5 °C, июля — 18 °C. Изредка вследствие стечения неблагоприятных погодных условий может наблюдаться непродолжительная засуха или случаются поздние заморозки. Климат меняется очень часто, как в течение сезона, так и год от года.

## Население
Население коммуны на 2010 год составляло 1679 человек.
| 1962 | 1968 | 1975 | 1982 | 1990 | 1999 | 2010 |
| ---- | ---- | ---- | ---- | ---- | ---- | ---- |
| 957  | 956  | 1010 | 1211 | 1328 | 1289 | 1679 |

## Администрация
| Период | Период | Фамилия        | Партия                  | Примечания |
| ------ | ------ | -------------- | ----------------------- | ---------- |
| 1977   | 1983   | Жан-Клод Басти | Социалистическая партия |            |
| 1983   | 1989   | Рене Пуано     |                         |            |
| 1989   | 2020   | Жан-Клод Басти | Социалистическая партия |            |

## Экономика
В 2010 году среди 1013 человек трудоспособного возраста (15-64 лет) 705 были экономически активными, 308 — неактивными (показатель активности — 69,6 %, в 1999 году было 66,7 %). Из 705 активных жителей работали 622 человека (316 мужчин и 306 женщин), безработных было 83 (43 мужчины и 40 женщин). Среди 308 неактивных 57 человек были учениками или студентами, 129 — пенсионерами, 122 были неактивными по другим причинам.

## Фотогалерея

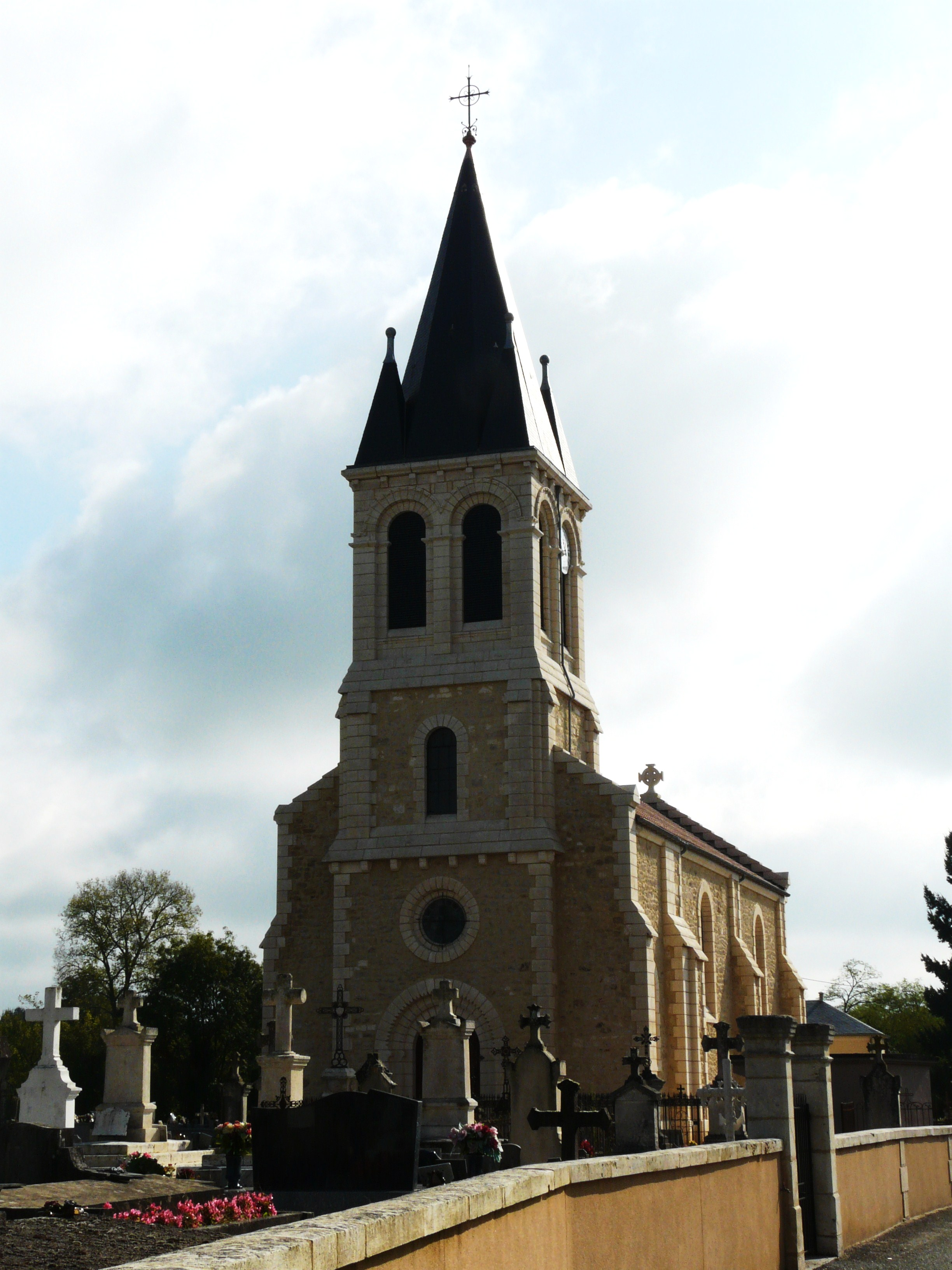
Церковь Св. Иоанна Крестителя
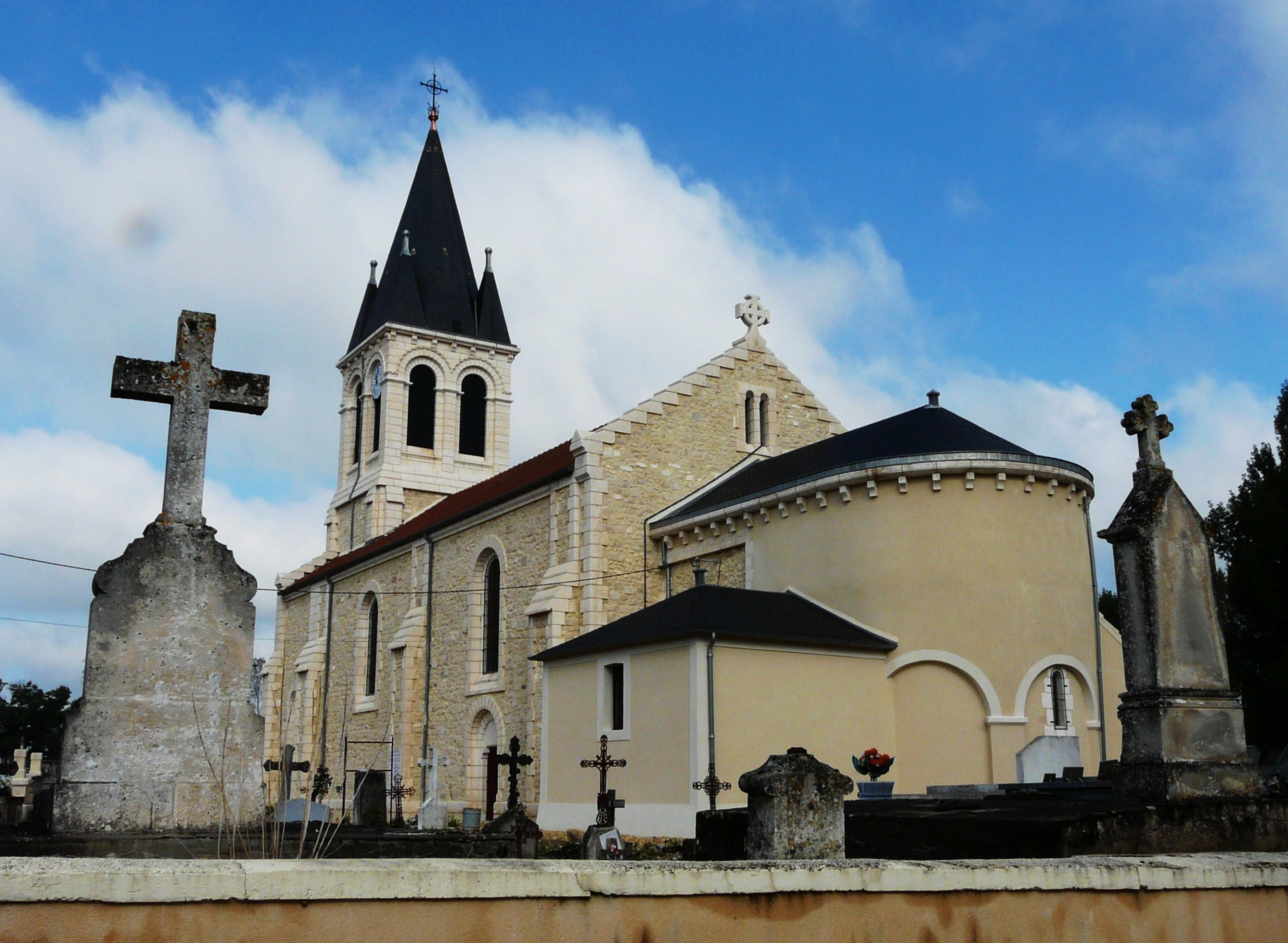
Церковь Св. Иоанна Крестителя
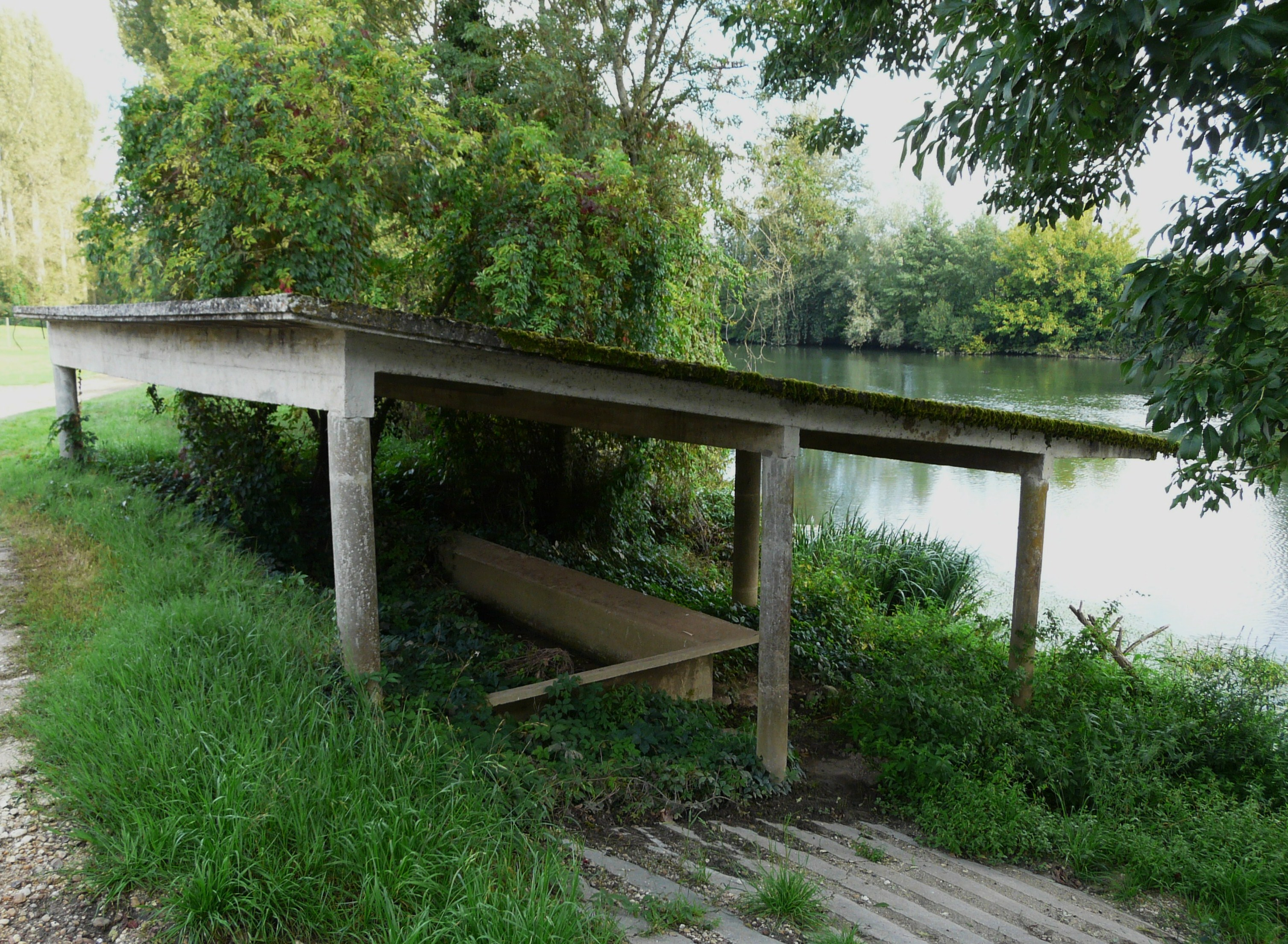
Общественная прачечная
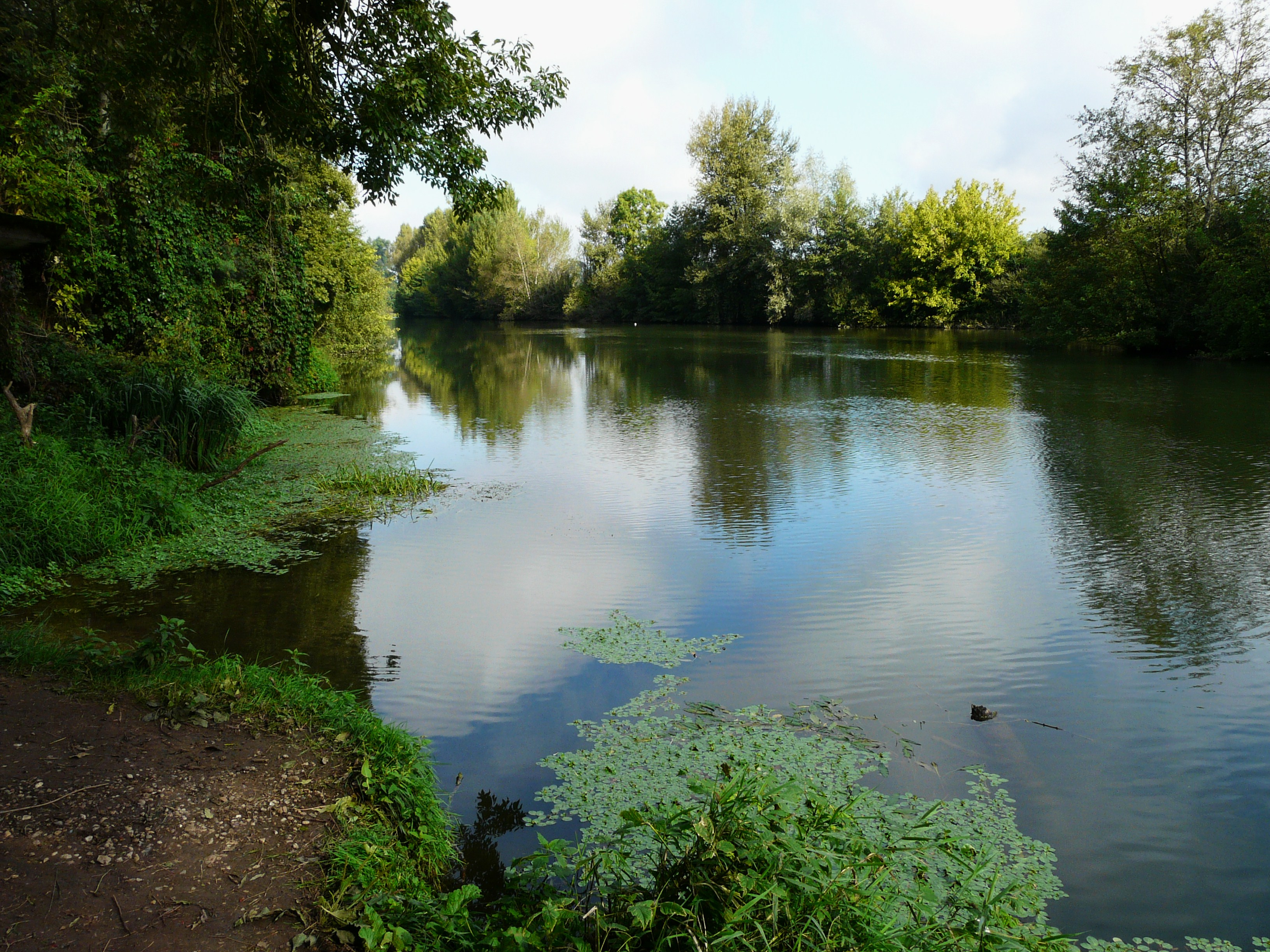
Река Иль